# Hocine Lahouel
Hocine Lahouel est un homme politique algérien né le 17 décembre 1917 à Skikda dans le Constantinois et mort le 8 avril 1995 à Alger.
Il fut d'abord le secrétaire général et trésorier du MTLD de Messali Hadj puis entra en dissension avec celui-là. Il fonda le journal La Nation algérienne. Il est l'un des organisateurs du congrès d'Alger en août 1954, qui entérine la scission définitive du MTLD.

## Parcours
Hocine Lahouel adhère à l’Étoile nord-africaine lorsqu'il étudiait au collège Luciani de Skikda. Il fut désigné premier permanent de l’Étoile nord-africaine à Alger et était rédacteur du journal El Ouma et secrétaire du Parti du peuple algérien. En 1948, il est conseiller municipal et premier adjoint au maire d'Alger Jacques Chevallier,. Il fut emprisonné à plusieurs reprises et participa à la création de l’OS, organisation paramilitaire du MTLD. Lahouel fut secrétaire général du Mouvement pour le triomphe des libertés démocratiques, et a été un des principaux leaders de la tendance centraliste qui livra une bataille politique contre le pouvoir personnel de Messali Hadj. Il a fondé La Nation algérienne. Au Caire, avant et après la déclaration du 1er novembre 1954, il engage des discussions avec les dirigeants du soulèvement et il rejoint en janvier 1955 le FLN. Après un activisme militant au sein du parti du Front de libération nationale (Algérie), il abandonne la scène politique. En mars 1976, il est cosignataire avec Benyoucef Benkhedda, Ferhat Abbas et Mohamed Kheïreddine d’un texte opposé à la charte nationale, promulguée par le gouvernement de Houari Boumediène. Il décède le 8 avril 1995 à Alger.

## Sources
- (fr) La guerre d'Algérie, Yves Courrière